# Pornografia nel mondo
     Pornografia legale
     Pornografia legale seppur soggetta ad alcune restrizioni
     Pornografia illegale
     Dati non disponibili

Legislazione mondiale nei riguardi della pornografia
Pornografia legale
Pornografia legale seppur soggetta ad alcune restrizioni
Pornografia illegale
Dati non disponibili

La produzione e la distribuzione di pornografia sono nel mondo attività economiche di un certo rilievo per molti paesi; l'esatta dimensione di questa economia e l'influenza che essa viene a svolgere anche negli ambienti politici son frutto di polemiche. In varie nazioni è legale sia produrre che distribuire materiale pornografico con interpreti maggiorenni, in altre vi sono più o meno ampie restrizioni. In 47 paesi del mondo, la pornografia risulta essere illegale.

## In Europa
- Albania

La pornografia in Albania è legale, i materiali pornografici possono essere venduti solo a chi ha più di 16 anni.
- Andorra

- Austria

Materiali pornografici non possono essere venduti o posseduti da minori di 16 anni.
- Belgio

In Belgio la pornografia con attori adulti è legale, mentre è totalmente vietata quella infantile e quella che coinvolge animali (zooerastia).
- Bielorussia

La pornografia in Bielorussia risulta essere illegale: produzione, distribuzione, promozione ed esposizione, nonché il possesso con l'intenzione di distribuire o promuovere materiale pornografico o di oggetti di carattere pornografico è punito dalla legge penale e si traduce in servizio civile obbligatorio, una multa o nei casi più gravi, ad una pena fino a 4 anni di detenzione.
- Bosnia ed Erzegovina

- Bulgaria

È l'unico paese dell'ex blocco comunista ad aver mantenuto illegale la produzione e distribuzione di materiale pornografico, a differenza degli altri paesi che dopo la caduta del comunismo, hanno preferito eliminare il divieto. La distribuzione pornografica è punita con uno o due anni di carcere e una multa dai 1000 ai 3000 Lev bulgari. È legale utilizzare, possedere o conservare tale materiale.
- Rep. Ceca

La pornografia nella Repubblica Ceca è perfettamente legale, mentre vendita e distribuzione di pedopornografia rimane un reato punibile con reclusione fino a 3 anni; anche il semplice possesso di materiale pedopornografico è stato reso illegale a partire dal 2007 e conduce ad una pena fino a 2 anni di carcere. Il codice penale ceco inoltre vieta anche vendita e distribuzione di materiale pornografico raffigurante rapporti sessuali con animali (vedi zooerastia) e la pornografia raffigurante violenza o mancanza di rispetto verso gli esseri umani, con pena fino ad un anno di prigione.
- Croazia

La pornografia in Croazia è legale; i materiali hardcore non possono essere venduti ai minori di 18 anni. La produzione o possesso di pedopornografia è invece un reato.
- Danimarca

Il divieto di lettura pornografica è stato abolito nel 1967; due anni dopo la Danimarca è stato il primo paese al mondo a legalizzare la pornografia. La pedopornografia e la pornografia minorile invece è proibita ed il suo possesso è illegale.
- Estonia La pornografia in Estonia è legale, ma la sua produzione è regolamentata dalla legge[8]. Curiosamente l'Estonia fu la prima Repubblica dell'ex Unione Sovietica dove fu girato di nascosto un filmato pornografico, nel 1981.

- Finlandia

Prima del 1999 tutte le pubblicazioni indecenti, ivi compresa l'esportazione e importazione, erano vietate; rimane illegale la pornografia violenta o bestiale e la pornografia infantile.
- Francia Il codice penale francese punisce dal '92 chi espone i minori alla pornografia. Nel 2020 però è stata introdotta una legge più specifica sul digitale, entrata in vigore nel 2021, che impone alle piattaforme di verificare che gli utenti siano maggiorenni.

- Germania In Germania è illegale che un minorenne abbia l'accesso alla pornografia, PornHub e xHamster sono stati messi completamente vietati su ogni dispositivo perché per i minorenni era troppo facile averne l'accesso.

- Gibilterra

- Grecia La pornografia tra adulti è legale. In Grecia, l'articolo 8 par. 5 della Legge 4267/2014 prevede: «Chiunque abbia consapevolmente accesso, mediante le tecnologie dell'informazione e della comunicazione, alla pornografia infantile è punito con la reclusione di almeno un (1) anno».

- Irlanda La pornografia è legale in Irlanda.

- Islanda

Qualsiasi pubblicazione pornografica in Islanda costituisce un reato, punibile con una multa o reclusione fino a sei mesi; la pubblicazione di materiale pedopornografico invece è punita fino a due anni di carcere. Nel febbraio 2013 il Parlamento islandese ha cominciato a discutere anche riguardo ad un eventuale divieto della pornografia online.
- Italia

In Italia la pornografia è legale. La distribuzione e la vendita di materiale pornografico è consentita unicamente a persone di età superiore a 18 anni. È illegale la produzione, la distribuzione e la vendita di pedopornografia, ovvero di materiale pornografico avente protagonisti minori di anni 18.
- Lettonia

La distribuzione di materiale pornografico in Lettonia è consentito in condizioni di legge molto simili a quelle vigenti in Polonia.
- Lituania

La distribuzione commerciale di materiale pornografico in Lituania è vietata dall'art. 309 del codice penale del Paese in cui si afferma: «La persona che, a fini di distribuzione e/o vendita, produce od acquista materiale pornografico è punito con l'obbligo di svolgere un servizio sociale, con una multa oppure con la restrizione delle sue libertà personali per un periodo massimo di un anno».
- Macedonia del Nord

- Malta

È vietata l'importazione di materiale pornografico.
- Monaco

- Montenegro

- Norvegia Nell'estate del 2021, la Norvegia ha reso la diffusione di immagini intime un crimine punibile con un massimo di un anno di reclusione, due se l'abuso è "sistematico" o "organizzato".

- Paesi Bassi

La pornografia nei Paesi Bassi è legale, ma quella infantile ed animali è totalmente vietata.
- Polonia

A partire dal 1998 in Polonia il codice penale ha reso legale la pornografia, tranne che per la produzione o possesso contenente minorenni o animali o scene di violenza e stupro
- Portogallo

- Regno Unito Quali atti sessuali ritiene il governo del Regno Unito “estremi”? Il disegno di legge menziona specificamente le seguenti categorie come vietate:

Contenuto che raffigura o incoraggiano lo stupro,
violenza non consensuale contro le donne (ma non contro gli uomini),
atti che promuovo il comportamento incestuoso,
atti che incoraggiano il sesso con i bambini,
atti sessuali mescolati a qualsiasi tipo di violenza.
Tutte queste scene che vanno censurate nel Regno Unito sono illegali dal 2018. Il governo è indeciso sul rendere illegale direttamente tutta la pornografia ai minorenni. 
- Romania

La pornografia in Romania è legale; le riviste debbono però esser sigillate in sacchetti di plastica con un piccolo quadrato rosso stampato ad indicarne il genere, mentre i canali Tv offerti da operatori via cavo porno devono esser crittografati
- Russia

Durante l'Unione Sovietica ogni forma di pornografia era vietata, con la nascita della Federazione Russa la pornografia è stata legalizzata ma soggetta a restrizioni. Secondo la legge russa, il consumo di pornografia è consentito anche se la produzione non lo è. La produzione, la distribuzione e la "dimostrazione pubblica" illegali di pornografia sono punibili con una pena detentiva da 2 a 6 anni. Roskomnadzor, il sorvegliante dei media del governo russo, ha il potere di ordinare il blocco dei siti Web pornografici. Nel 2015 l'agenzia ha richiesto il blocco della versione in lingua russa di Pornhub e di altri 10 siti pornografici sulla base di una sentenza del tribunale.  Vi è tuttavia qualche incertezza in merito allo status giuridico della pornografia in Russia. La legge criminalizza solo la produzione e la vendita "illegali" di pornografia (il che implica che a volte può essere legale), ma due circostanze rendono difficile l'applicazione della legge: (1) la mancanza di una definizione legale di pornografia e (2) nessuna legge che definisce quando è consentita la produzione o la vendita.
- Serbia

La pornografia in Serbia è legale, ma materiali hardcore non possono esser venduti a minori di 18 anni; distribuzione o possesso di pedopornografia è invece un reato.
- Spagna

- Svezia

La Svezia non possiede leggi che limitino l'età per il possesso o la visione di materiali pornografici; alcuni negozi seguono volontariamente un limite e non vendono a minorenni. Il materiale che coinvolge animali è di fatto legale, anche se rimane soggetto alle leggi sulla protezione degli animali, mentre tutto ciò che concerne il BDSM viene classificato come "rappresentazione illegale di violenza". La pornografia raffigurante in filmato o fotografia minori di 18 anni è proibita, anche se eventualmente il materiale fosse risultato legale nel paese d'origine.
- Svizzera

- Ucraina Dal 2009, la pornografia è illegale in Ucraina. La pena per il possesso è di 3 anni di reclusione.

- Ungheria

La pornografia in Ungheria è illegale se venduta o mostrata a minori di 18 anni.

## In Asia
- Arabia Saudita

Lo Stato islamico dell'Arabia Saudita vieta ogni forma di pornografia; ancora nel 2000 le autorità affermarono di essere sul punto di vincere la guerra contro la pornografia online.
- Armenia

- Bangladesh

- Corea del Nord

Produzione e distribuzione di qualsiasi tipo di pornografia in Corea del Nord sono illegali; si ha notizia di un'esecuzione inflitta per vendita di materiale pornografico.
- Corea del Sud Dal 2019 la pornografia è vietata in Corea del Sud; tuttavia, non è illegale l'erotismo.
- Cina Qualsiasi forma di pornografia è severamente vietata in Cina[20]. I cittadini che denunciano persone colpevoli anche solo d'aver visto materiale pornografico in rete, hanno diritto ad un compenso di 581.000 Renminbi cinese[21].
- Azerbaigian In Azerbaigian, benché la pornografia è classificata come arte, materiale pornografico risulta facilmente trovabile quasi principalmente nella capitale Baku[22].
- Filippine
- Giappone La pornografia in Giappone è legale, seppur soggetta a delle restrizioni; consistono nella censura degli organi genitali maschili e femminili, nel momento di penetrazione anale anche lì è prevista la censura e fino alla metà degli anni '90, anche i peli pubici. La pornografia giapponese, vanta di avere caratteristiche uniche che la distinguono da quella Occidentale e, non vi sono solo film pornografici ma anche videogiochi (H-GAME o Eroge) e anime e manga (hentai), famosi anche in Occidente. La pornografia è venduta liberamente nei negozi che espongono in bella vista tutto il materiale pornografico. La pornografia minorile è illegale se raffigura persone reali, mentre quella animata hentai, detta lolicon, è legale e anche molto diffusa. Il governo giapponese ha tentato, e tenta tuttora, di rendere illegale anche il lolicon.

- Hong Kong Pur ricadendo sotto la sovranità cinese, Hong Kong possiede un governo diverso da quello della Cina continentale e di conseguenza la pornografia è legale salvo si abbia l'età di diciotto anni.

- India L'Alta corte di Bombay ha sentenziato che l'uso privato di pornografia non è paragonabile all'illecita esibizione in pubblico, ed è quindi legale. In India e' illecito il possesso di materiale pornografico con il proposito di venderlo, noleggiarlo, distribuirlo, mostrarlo in pubblico o metterlo in circolazione.

- Indonesia Il governo indonesiano vieta la pornografia via Internet, non si sa se sono vietate anche altre forme di pornografia.

- Iran

Anche il semplice possesso di qualsiasi tipo di materiale pornografico in Iran è severamente proibito; ma a causa della sempre maggior diffusione d'accesso ad Internet e l'introduzione delle paraboliche satellitari che accedono alle televisioni straniere, il porno risulta essere di fatto facilmente accessibile. Fino al dicembre 2004, la pornografia, poteva anche essere punita con la pena di morte.
- Kazakistan Dal 2013, la pornografia è illegale in Kazakistan[23].
- Turkmenistan In Turkmenistan, non vi sono leggi che vietino la pornografia ma il 1º gennaio 2015, sono stati bloccati tutti i siti pornografici nel paese. Ciò fa dedurre che la pornografia in Turkmenistan sia illegale.

- Malaysia

Possedere o vendere pornografia in Malaysia è illegale, la pena è una multa. La pornografia via Internet non costituisce reato.
- Pakistan

Qualsiasi tipo di materiale pornografico in Pakistan è illegale; dal novembre 2011 il governo ha posto il divieto d'accesso ai siti Internet contenenti tale materiale. L'elenco dei siti porno proibiti viene aggiornato su base continuativa.
- Singapore

Visitare siti web pornografici e visualizzare il loro contenuto non è un reato a Singapore, anche se viene ritenuto illegale fornire qualsiasi forma di pornografia all'interno del paese; risulta un reato anche essere semplicemente in possesso di materiale pornografico.
- Siria

- Sri Lanka

- Taiwan La pornografia a Taiwan è legale[27].

- Thailandia

Le leggi thailandesi proibiscono ogni tipo di pornografia; produzione, distribuzione e possesso con l'intenzione di mostrarlo al pubblico è un reato. Tuttavia il semplice possesso per uso personale è legale
- Turchia

La Turchia è stato il primo paese nel mondo musulmano a produrre legalmente materiale pornografico
- Vietnam

Qualsiasi tipo di pornografia in Vietnam risulta essere del tutto illegale ed il suo perseguimento da parte della legge è rigoroso.

## In Africa
- Botswana

- Egitto

- Sudan

- Sudafrica

- Burkina Faso

## Nelle Americhe
- Canada La vendita di pornografia in Canada è legale per chi ha compiuto 18 (in alcune province 19) anni; tuttavia non è vietato il possesso di materiale pornografico per i minorenni.

- Cuba Possedere, importare, vendere, distribuire ed esibire materiale pornografico è strettamente illegale a Cuba, con pene che vanno da multe a pene detentive.

- Ecuador La vendita e distribuzione di materiale pornografico in Ecuador rimane illegale per i minori di 18 anni[29].

- Brasile In Brasile gli attori di film porno devono avere compiuto almeno i 18 anni di età; quando non comporta la bestialità è legale e vendibile anche in luoghi pubblici, tuttavia copertine di riviste e DVD non devono esser visibili alla vista del pubblico se raffigurano gli organi genitali[30].

- Guyana Qualsiasi tipo di pornografia in Guyana è illegale e considerato reato: distribuzione, detenzione, vendita ed importazione di riviste, DVD, libri, fotografie o anche semplicemente il navigare attraverso siti web pornografici può portare ad una serie di pene che variano da un servizio civile alla comunità, una multa o, nei casi più gravi, anche fino a due anni di reclusione[31].

- Stati Uniti Negli Stati Uniti d'America, la pornografia è perfettamente legale e non solo, è il paese con la più grande industria pornografica al mondo.

A parte qualche eccezione, la pornografia tra adulti consenzienti è legale in quasi tutti i paesi dell'America latina, come la Colombia e l'Uruguay.

## In Oceania
- Australia La pornografia è legale in Australia, ma la legge dà alcune restrizioni nei video.

- Nuova Zelanda Il governo neozelandese sta lavorando a una proposta di legge che possa limitare e controllare il più possibile l’accesso ai siti pornografici soprattutto per i cittadini più giovani.

- Papua Nuova Guinea